# Parepistaurus zanzibaricus
Parepistaurus zanzibaricus is een rechtvleugelig insect uit de familie veldsprinkhanen (Acrididae). De wetenschappelijke naam van deze soort is voor het eerst geldig gepubliceerd in 1953 door Uvarov.